# Préfecture de Dubréka
La préfecture de Dubréka est une subdivision administrative de la Guinée. Son chef-lieu est la ville de Dubréka.

## Géographie

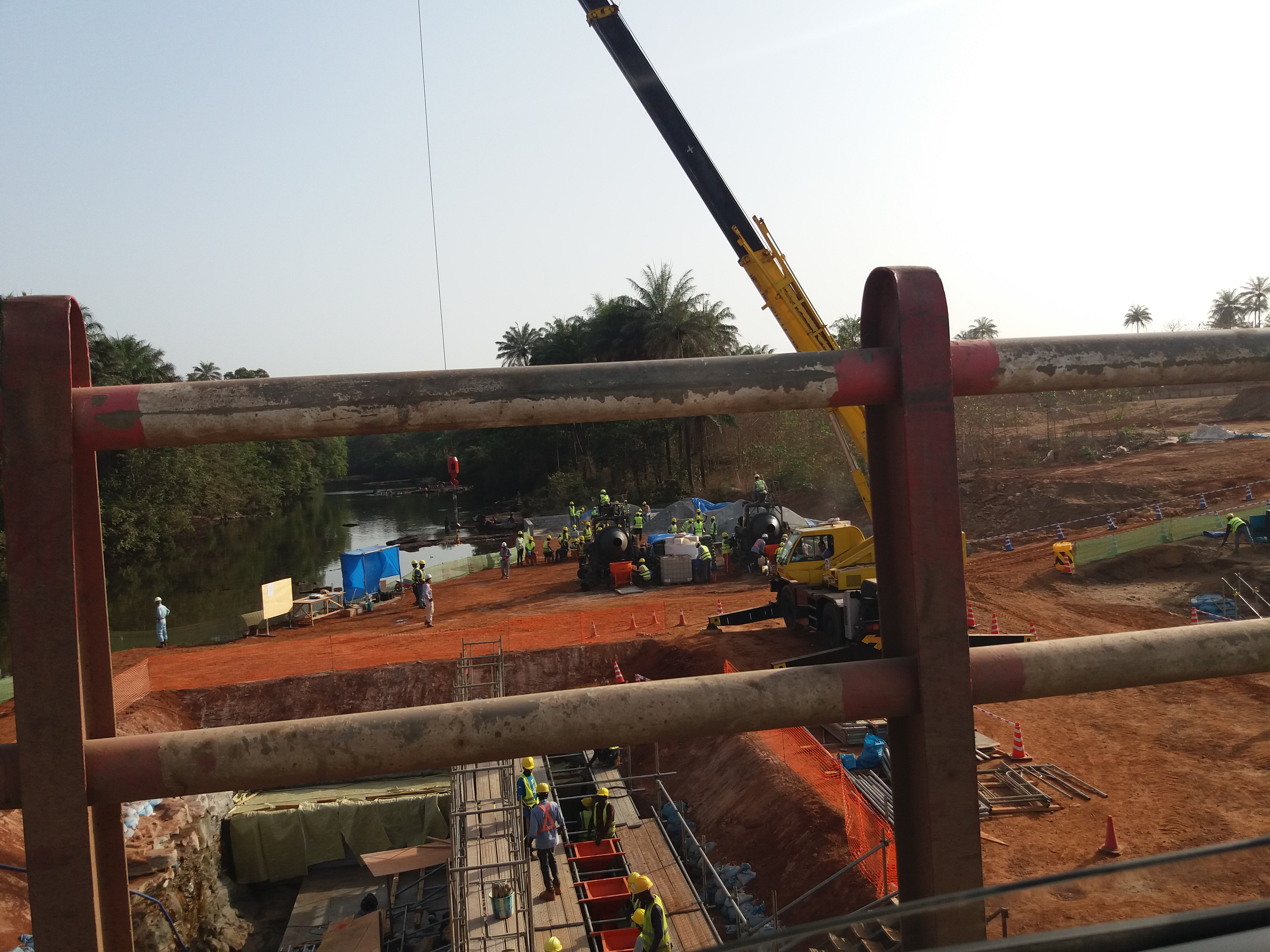
Pont en construction.

La préfecture de Dubréka est située en Guinée maritime, à proximité de la capitale. La partie sud-ouest, bordée par l'océan Atlantique, est basse, constituée de mangroves. À l'intérieur, le relief s'élève rapidement. Le fleuve Konkouré descend du Fouta-Djalon: les crues de ce fleuve côtier alimentent d'importantes rizières près de Wassou.

## Subdivision administrative
La préfecture de Dubréka est subdivisée en sept (7) sous-préfectures: Dubréka, Badi, Faléssadé, Khorira, Tanéné, Tondon et Wassou.

### Historique des préfet
| Nom et prénoms               | Début          | fin          |
| ---------------------------- | -------------- | ------------ |
| Colonel Elhadj Sékouba Sacko | septembre 2021 | 11 mars 2022 |
| Aboubacar Sidiki Traoré      | 11 mars 2022   | à nos jours  |

## Population
En 2016, la préfecture comptait 352 859 habitants.

## Transports
La route nationale 3, reliant Conakry à Boffa et Boké, traverse cette préfecture.

## Personnalité lié
- Fodé Abass Cissé député de la préfecture de 2020 en 2021 ;